# سیارک ۱۰۵۸۲
سیارک ۱۰۵۸۲ (به انگلیسی: 10582 Harumi، نامگذاری:1995TG) ده هزار و پانصد و هشتاد و دومین سیارک کشف شده‌است که در ۳ اکتبر ۱۹۹۵ کشف شد.
قدر مطلق سیارک برابر ۱۲٫۵۰ است.